# Arabia Saudita en los Juegos Olímpicos de Seúl 1988
Arabia Saudita estuvo representada en los Juegos Olímpicos de Seúl 1988 por nueve deportistas masculinos que compitieron en tres deportes.
El equipo olímpico saudita no obtuvo ninguna medalla en estos Juegos.